# بخش گورودیشچنسکی، استان پنزا
بخش گورودیشچنسکی (به لاتین: Gorodishchensky District) یک منطقهٔ مسکونی در روسیه است که در استان پنزا واقع شده‌است.